# Okręgowe rozgrywki w piłce nożnej woj. gorzowskiego (1977/1978)
2. Edycja okręgowych rozgrywek w piłce nożnej województwa gorzowskiego

Okręgowe rozgrywki w piłce nożnej województwa gorzowskiego prowadzone są przez Okręgowy Związek Piłki Nożnej w Gorzowie Wielkopolskim, rozgrywane były w pięciu ligach, najwyższym poziomem jest  Klasa A  Klasa B (3 grup) oraz klasa C (9 grup), klasa D (b.d.)
Rozgrywki w sezonie 1977/1978 odbywały się jesień i zima.
Mistrzostwo Okręgu zdobyła Stilon Gorzów Wielkopolski.

Okręgowy Puchar Polski – Celuloza Kostrzyn nad Odrą
| Centralne | I   | I Liga                                          | I Liga                                          | I Liga                                          | I Liga                                          | I Liga                                          | I Liga                                          | I Liga                                          | I Liga                                          | I Liga                                          | I Liga                                          | I Liga                                          | I Liga                                          | I Liga                                          | I Liga                                          | I Liga                                          | I Liga                                          | I Liga                                          | I Liga                                          | I Liga                                          | I Liga                                          | I Liga                                          | I Liga                                          | I Liga                                          | I Liga                                          | I Liga                                          | I Liga                                          | I Liga                                          | I Liga                                          | I Liga                                          | I Liga                                          | I Liga                                         | I Liga                                         | I Liga                                         | I Liga                                         | I Liga                                         | I Liga                                         | I Liga                                         | I Liga                                         | I Liga                                         | I Liga                                         | I Liga                                         | I Liga                                         | I Liga                                         | I Liga                                         | I Liga                                         | I Liga                                         | I Liga                                         | I Liga                                         | I Liga                                         | I Liga                                         | I Liga                           | I Liga                           | I Liga                           | I Liga                           | I Liga                           | I Liga                           | I Liga                           | I Liga                           | I Liga                           | I Liga                           | I Liga                           | I Liga                           | I Liga                           | I Liga                           | I Liga                           | I Liga                           | I Liga                           | I Liga                           | I Liga                           | I Liga                           | I Liga            | I Liga            | I Liga            | I Liga            | I Liga            | I Liga            | I Liga            | I Liga            | I Liga            | I Liga            |  |  |  |  |  |  |  |  |  |  |
| Centralne | II  | II Liga – gr.Płn.                               | II Liga – gr.Płn.                               | II Liga – gr.Płn.                               | II Liga – gr.Płn.                               | II Liga – gr.Płn.                               | II Liga – gr.Płn.                               | II Liga – gr.Płn.                               | II Liga – gr.Płn.                               | II Liga – gr.Płn.                               | II Liga – gr.Płn.                               | II Liga – gr.Płn.                               | II Liga – gr.Płn.                               | II Liga – gr.Płn.                               | II Liga – gr.Płn.                               | II Liga – gr.Płn.                               | II Liga – gr.Płn.                               | II Liga – gr.Płn.                               | II Liga – gr.Płn.                               | II Liga – gr.Płn.                               | II Liga – gr.Płn.                               | II Liga – gr.Płn.                               | II Liga – gr.Płn.                               | II Liga – gr.Płn.                               | II Liga – gr.Płn.                               | II Liga – gr.Płn.                               | II Liga – gr.Płn.                               | II Liga – gr.Płn.                               | II Liga – gr.Płn.                               | II Liga – gr.Płn.                               | II Liga – gr.Płn.                               | II Liga – gr.Płn.                              | II Liga – gr.Płn.                              | II Liga – gr.Płn.                              | II Liga – gr.Płn.                              | II Liga – gr.Płn.                              | II Liga – gr.Płn.                              | II Liga – gr.Płn.                              | II Liga – gr.Płn.                              | II Liga – gr.Płn.                              | II Liga – gr.Płn.                              | II Liga – gr.Płd.                              | II Liga – gr.Płd.                              | II Liga – gr.Płd.                              | II Liga – gr.Płd.                              | II Liga – gr.Płd.                              | II Liga – gr.Płd.                              | II Liga – gr.Płd.                              | II Liga – gr.Płd.                              | II Liga – gr.Płd.                              | II Liga – gr.Płd.                              | II Liga – gr.Płd.                | II Liga – gr.Płd.                | II Liga – gr.Płd.                | II Liga – gr.Płd.                | II Liga – gr.Płd.                | II Liga – gr.Płd.                | II Liga – gr.Płd.                | II Liga – gr.Płd.                | II Liga – gr.Płd.                | II Liga – gr.Płd.                | II Liga – gr.Płd.                | II Liga – gr.Płd.                | II Liga – gr.Płd.                | II Liga – gr.Płd.                | II Liga – gr.Płd.                | II Liga – gr.Płd.                | II Liga – gr.Płd.                | II Liga – gr.Płd.                | II Liga – gr.Płd.                | II Liga – gr.Płd.                | II Liga – gr.Płd. | II Liga – gr.Płd. | II Liga – gr.Płd. | II Liga – gr.Płd. | II Liga – gr.Płd. | II Liga – gr.Płd. | II Liga – gr.Płd. | II Liga – gr.Płd. | II Liga – gr.Płd. | II Liga – gr.Płd. |  |  |  |  |  |  |  |  |  |  |
| Okręgowe  | III | III liga gr. VII                                | III liga gr. VII                                | III liga gr. VII                                | III liga gr. VII                                | III liga gr. VII                                | III liga gr. VII                                | III liga gr. VII                                | III liga gr. VII                                | III liga gr. VII                                | III liga gr. VII                                | III liga gr. VII                                | III liga gr. VII                                | III liga gr. VII                                | III liga gr. VII                                | III liga gr. VII                                | III liga gr. VII                                | III liga gr. VII                                | III liga gr. VII                                | III liga gr. VII                                | III liga gr. VII                                | III liga gr. VII                                | III liga gr. VII                                | III liga gr. VII                                | III liga gr. VII                                | III liga gr. VII                                | III liga gr. VII                                | III liga gr. VII                                | III liga gr. VII                                | III liga gr. VII                                | III liga gr. VII                                | III liga gr. VII                               | III liga gr. VII                               | III liga gr. VII                               | III liga gr. VII                               | III liga gr. VII                               | III liga gr. VII                               | III liga gr. VII                               | III liga gr. VII                               | III liga gr. VII                               | III liga gr. VII                               | III liga gr. VII                               | III liga gr. VII                               | III liga gr. VII                               | III liga gr. VII                               | III liga gr. VII                               | III liga gr. VII                               | III liga gr. VII                               | III liga gr. VII                               | III liga gr. VII                               | III liga gr. VII                               | III liga gr. VII                 | III liga gr. VII                 | III liga gr. VII                 | III liga gr. VII                 | III liga gr. VII                 | III liga gr. VII                 | III liga gr. VII                 | III liga gr. VII                 | III liga gr. VII                 | III liga gr. VII                 | III liga gr. VII                 | III liga gr. VII                 | III liga gr. VII                 | III liga gr. VII                 | III liga gr. VII                 | III liga gr. VII                 | III liga gr. VII                 | III liga gr. VII                 | III liga gr. VII                 | III liga gr. VII                 | III liga gr. VII  | III liga gr. VII  | III liga gr. VII  | III liga gr. VII  | III liga gr. VII  | III liga gr. VII  | III liga gr. VII  | III liga gr. VII  | III liga gr. VII  | III liga gr. VII  |  |  |  |  |  |  |  |  |  |  |
| Okręgowe  | IV  | Klasa A                                         | Klasa A                                         | Klasa A                                         | Klasa A                                         | Klasa A                                         | Klasa A                                         | Klasa A                                         | Klasa A                                         | Klasa A                                         | Klasa A                                         | Klasa A                                         | Klasa A                                         | Klasa A                                         | Klasa A                                         | Klasa A                                         | Klasa A                                         | Klasa A                                         | Klasa A                                         | Klasa A                                         | Klasa A                                         | Klasa A                                         | Klasa A                                         | Klasa A                                         | Klasa A                                         | Klasa A                                         | Klasa A                                         | Klasa A                                         | Klasa A                                         | Klasa A                                         | Klasa A                                         | Klasa A                                        | Klasa A                                        | Klasa A                                        | Klasa A                                        | Klasa A                                        | Klasa A                                        | Klasa A                                        | Klasa A                                        | Klasa A                                        | Klasa A                                        | Klasa A                                        | Klasa A                                        | Klasa A                                        | Klasa A                                        | Klasa A                                        | Klasa A                                        | Klasa A                                        | Klasa A                                        | Klasa A                                        | Klasa A                                        | Klasa A                          | Klasa A                          | Klasa A                          | Klasa A                          | Klasa A                          | Klasa A                          | Klasa A                          | Klasa A                          | Klasa A                          | Klasa A                          | Klasa A                          | Klasa A                          | Klasa A                          | Klasa A                          | Klasa A                          | Klasa A                          | Klasa A                          | Klasa A                          | Klasa A                          | Klasa A                          |                   |                   |                   |                   |                   |                   |                   |                   |                   |                   |  |  |  |  |  |  |  |  |  |  |
| Okręgowe  | V   | Kl. B – gr I. Gorzów Wlkp.                      | Kl. B – gr I. Gorzów Wlkp.                      | Kl. B – gr I. Gorzów Wlkp.                      | Kl. B – gr I. Gorzów Wlkp.                      | Kl. B – gr I. Gorzów Wlkp.                      | Kl. B – gr I. Gorzów Wlkp.                      | Kl. B – gr I. Gorzów Wlkp.                      | Kl. B – gr I. Gorzów Wlkp.                      | Kl. B – gr I. Gorzów Wlkp.                      | Kl. B – gr I. Gorzów Wlkp.                      | Kl. B – gr I. Gorzów Wlkp.                      | Kl. B – gr I. Gorzów Wlkp.                      | Kl. B – gr I. Gorzów Wlkp.                      | Kl. B – gr I. Gorzów Wlkp.                      | Kl. B – gr I. Gorzów Wlkp.                      | Kl. B – gr I. Gorzów Wlkp.                      | Kl. B – gr I. Gorzów Wlkp.                      | Kl. B – gr I. Gorzów Wlkp.                      | Kl. B – gr I. Gorzów Wlkp.                      | Kl. B – gr I. Gorzów Wlkp.                      | Kl. B – gr.II Gorzów Wlkp.                      | Kl. B – gr.II Gorzów Wlkp.                      | Kl. B – gr.II Gorzów Wlkp.                      | Kl. B – gr.II Gorzów Wlkp.                      | Kl. B – gr.II Gorzów Wlkp.                      | Kl. B – gr.II Gorzów Wlkp.                      | Kl. B – gr.II Gorzów Wlkp.                      | Kl. B – gr.II Gorzów Wlkp.                      | Kl. B – gr.II Gorzów Wlkp.                      | Kl. B – gr.II Gorzów Wlkp.                      | Kl. B – gr.II Gorzów Wlkp.                     | Kl. B – gr.II Gorzów Wlkp.                     | Kl. B – gr.II Gorzów Wlkp.                     | Kl. B – gr.II Gorzów Wlkp.                     | Kl. B – gr.II Gorzów Wlkp.                     | Kl. B – gr.II Gorzów Wlkp.                     | Kl. B – gr.II Gorzów Wlkp.                     | Kl. B – gr.II Gorzów Wlkp.                     | Kl. B – gr.II Gorzów Wlkp.                     | Kl. B – gr.II Gorzów Wlkp.                     | Kl. B – gr.III Gorzów Wlkp.                    | Kl. B – gr.III Gorzów Wlkp.                    | Kl. B – gr.III Gorzów Wlkp.                    | Kl. B – gr.III Gorzów Wlkp.                    | Kl. B – gr.III Gorzów Wlkp.                    | Kl. B – gr.III Gorzów Wlkp.                    | Kl. B – gr.III Gorzów Wlkp.                    | Kl. B – gr.III Gorzów Wlkp.                    | Kl. B – gr.III Gorzów Wlkp.                    | Kl. B – gr.III Gorzów Wlkp.                    | Kl. B – gr.III Gorzów Wlkp.      | Kl. B – gr.III Gorzów Wlkp.      | Kl. B – gr.III Gorzów Wlkp.      | Kl. B – gr.III Gorzów Wlkp.      | Kl. B – gr.III Gorzów Wlkp.      | Kl. B – gr.III Gorzów Wlkp.      | Kl. B – gr.III Gorzów Wlkp.      | Kl. B – gr.III Gorzów Wlkp.      | Kl. B – gr.III Gorzów Wlkp.      | Kl. B – gr.III Gorzów Wlkp.      |                                  |                                  |                                  |                                  |                                  |                                  |                                  |                                  |                                  |                                  |                   |                   |                   |                   |                   |                   |                   |                   |                   |                   |  |  |  |  |  |  |  |  |  |  |
| Okręgowe  | VI  | Klasa C – gr.I Klasa C – gr.II Klasa C – gr.III | Klasa C – gr.I Klasa C – gr.II Klasa C – gr.III | Klasa C – gr.I Klasa C – gr.II Klasa C – gr.III | Klasa C – gr.I Klasa C – gr.II Klasa C – gr.III | Klasa C – gr.I Klasa C – gr.II Klasa C – gr.III | Klasa C – gr.I Klasa C – gr.II Klasa C – gr.III | Klasa C – gr.I Klasa C – gr.II Klasa C – gr.III | Klasa C – gr.I Klasa C – gr.II Klasa C – gr.III | Klasa C – gr.I Klasa C – gr.II Klasa C – gr.III | Klasa C – gr.I Klasa C – gr.II Klasa C – gr.III | Klasa C – gr.I Klasa C – gr.II Klasa C – gr.III | Klasa C – gr.I Klasa C – gr.II Klasa C – gr.III | Klasa C – gr.I Klasa C – gr.II Klasa C – gr.III | Klasa C – gr.I Klasa C – gr.II Klasa C – gr.III | Klasa C – gr.I Klasa C – gr.II Klasa C – gr.III | Klasa C – gr.I Klasa C – gr.II Klasa C – gr.III | Klasa C – gr.I Klasa C – gr.II Klasa C – gr.III | Klasa C – gr.I Klasa C – gr.II Klasa C – gr.III | Klasa C – gr.I Klasa C – gr.II Klasa C – gr.III | Klasa C – gr.I Klasa C – gr.II Klasa C – gr.III | Klasa C – gr.I Klasa C – gr.II Klasa C – gr.III | Klasa C – gr.I Klasa C – gr.II Klasa C – gr.III | Klasa C – gr.I Klasa C – gr.II Klasa C – gr.III | Klasa C – gr.I Klasa C – gr.II Klasa C – gr.III | Klasa C – gr.I Klasa C – gr.II Klasa C – gr.III | Klasa C – gr.I Klasa C – gr.II Klasa C – gr.III | Klasa C – gr.I Klasa C – gr.II Klasa C – gr.III | Klasa C – gr.I Klasa C – gr.II Klasa C – gr.III | Klasa C – gr.I Klasa C – gr.II Klasa C – gr.III | Klasa C – gr.I Klasa C – gr.II Klasa C – gr.III | Klasa C – gr.IV Klasa C – gr.V Klasa C – gr.VI | Klasa C – gr.IV Klasa C – gr.V Klasa C – gr.VI | Klasa C – gr.IV Klasa C – gr.V Klasa C – gr.VI | Klasa C – gr.IV Klasa C – gr.V Klasa C – gr.VI | Klasa C – gr.IV Klasa C – gr.V Klasa C – gr.VI | Klasa C – gr.IV Klasa C – gr.V Klasa C – gr.VI | Klasa C – gr.IV Klasa C – gr.V Klasa C – gr.VI | Klasa C – gr.IV Klasa C – gr.V Klasa C – gr.VI | Klasa C – gr.IV Klasa C – gr.V Klasa C – gr.VI | Klasa C – gr.IV Klasa C – gr.V Klasa C – gr.VI | Klasa C – gr.IV Klasa C – gr.V Klasa C – gr.VI | Klasa C – gr.IV Klasa C – gr.V Klasa C – gr.VI | Klasa C – gr.IV Klasa C – gr.V Klasa C – gr.VI | Klasa C – gr.IV Klasa C – gr.V Klasa C – gr.VI | Klasa C – gr.IV Klasa C – gr.V Klasa C – gr.VI | Klasa C – gr.IV Klasa C – gr.V Klasa C – gr.VI | Klasa C – gr.IV Klasa C – gr.V Klasa C – gr.VI | Klasa C – gr.IV Klasa C – gr.V Klasa C – gr.VI | Klasa C – gr.IV Klasa C – gr.V Klasa C – gr.VI | Klasa C – gr.IV Klasa C – gr.V Klasa C – gr.VI | Klasa C – gr.VII Klasa C – gr.IX | Klasa C – gr.VII Klasa C – gr.IX | Klasa C – gr.VII Klasa C – gr.IX | Klasa C – gr.VII Klasa C – gr.IX | Klasa C – gr.VII Klasa C – gr.IX | Klasa C – gr.VII Klasa C – gr.IX | Klasa C – gr.VII Klasa C – gr.IX | Klasa C – gr.VII Klasa C – gr.IX | Klasa C – gr.VII Klasa C – gr.IX | Klasa C – gr.VII Klasa C – gr.IX | Klasa C – gr.VII Klasa C – gr.IX | Klasa C – gr.VII Klasa C – gr.IX | Klasa C – gr.VII Klasa C – gr.IX | Klasa C – gr.VII Klasa C – gr.IX | Klasa C – gr.VII Klasa C – gr.IX | Klasa C – gr.VII Klasa C – gr.IX | Klasa C – gr.VII Klasa C – gr.IX | Klasa C – gr.VII Klasa C – gr.IX | Klasa C – gr.VII Klasa C – gr.IX | Klasa C – gr.VII Klasa C – gr.IX |                   |                   |                   |                   |                   |                   |                   |                   |                   |                   |  |  |  |  |  |  |  |  |  |  |

## Sezon 1977/1978 III Liga
| \| L.p. \| III Liga grupa VII \| Mecze \| Punkty \| Bramki \| Zwycięstwa \| Remisy \| Porażki \| \| ---- \| --------------------------------- \| ----- \| ------ \| ------ \| ---------- \| ------ \| ------- \| \| 1 \| Stilon Gorzów Wielkopolski (B) \| 26 \| 38 \| 47-18 \| 14 \| 10 \| 2 \| \| 2 \| (Zastal) Lechia Zielona Góra \| 26 \| 35 \| 48-14 \| 13 \| 9 \| 4 \| \| 3 \| Stal Stocznia Szczecin \| 26 \| 32 \| 40-23 \| 14 \| 4 \| 8 \| \| 4 \| Sparta Szamotuły \| 26 \| 29 \| 36-27 \| 11 \| 7 \| 8 \| \| 5 \| Grunwald Poznań \| 26 \| 28 \| 31-32 \| 12 \| 4 \| 10 \| \| 6 \| Mieszko Gniezno \| 26 \| 27 \| 31-29 \| 9 \| 9 \| 8 \| \| 7 \| Stoczniowiec Barlinek \| 26 \| 26 \| 22-25 \| 7 \| 12 \| 7 \| \| 8 \| Polonia Piła (B) \| 26 \| 25 \| 27-37 \| 8 \| 9 \| 9 \| \| 9 \| Świt Skolwin (Szczecin) \| 26 \| 25 \| 22-28 \| 7 \| 11 \| 8 \| \| 10 \| Flota Świnoujście \| 26 \| 24 \| 30-28 \| 8 \| 8 \| 10 \| \| 11 \| Polonia Poznań \| 26 \| 24 \| 31-34 \| 10 \| 4 \| 12 \| \| 12 \| Pomorzanin Toruń (B) \| 26 \| 20 \| 26-47 \| 6 \| 8 \| 12 \| \| 13 \| Admira-Teletra Poznań (B) \| 26 \| 18 \| 25-39 \| 6 \| 6 \| 14 \| \| 14 \| Błękitni Stargard Szczeciński (B) \| 26 \| 13 \| 21-56 \| 4 \| 5 \| 17 \| - Zastal Zielona Góra został przeniesiony z grupy VI - (B) Beniaminek. |                                   |       |        |        |            |        |         |
| L.p. | III Liga grupa VII                | Mecze | Punkty | Bramki | Zwycięstwa | Remisy | Porażki |
| 1 | Stilon Gorzów Wielkopolski (B)    | 26    | 38     | 47-18  | 14         | 10     | 2       |
| 2 | (Zastal) Lechia Zielona Góra      | 26    | 35     | 48-14  | 13         | 9      | 4       |
| 3 | Stal Stocznia Szczecin            | 26    | 32     | 40-23  | 14         | 4      | 8       |
| 4 | Sparta Szamotuły                  | 26    | 29     | 36-27  | 11         | 7      | 8       |
| 5 | Grunwald Poznań                   | 26    | 28     | 31-32  | 12         | 4      | 10      |
| 6 | Mieszko Gniezno                   | 26    | 27     | 31-29  | 9          | 9      | 8       |
| 7 | Stoczniowiec Barlinek             | 26    | 26     | 22-25  | 7          | 12     | 7       |
| 8 | Polonia Piła (B)                  | 26    | 25     | 27-37  | 8          | 9      | 9       |
| 9 | Świt Skolwin (Szczecin)           | 26    | 25     | 22-28  | 7          | 11     | 8       |
| 10 | Flota Świnoujście                 | 26    | 24     | 30-28  | 8          | 8      | 10      |
| 11 | Polonia Poznań                    | 26    | 24     | 31-34  | 10         | 4      | 12      |
| 12 | Pomorzanin Toruń (B)              | 26    | 20     | 26-47  | 6          | 8      | 12      |
| 13 | Admira-Teletra Poznań (B)         | 26    | 18     | 25-39  | 6          | 6      | 14      |
| 14 | Błękitni Stargard Szczeciński (B) | 26    | 13     | 21-56  | 4          | 5      | 17      |

1 KOLEJKA
- Stilon Gorzów Wielkopolski 2-0 Stal Stocznia Szczecin

- Br: Leszek Puto, Andrzej Wierzbicki
- Admira-Teletra Poznań 1-1 Stoczniowiec Barlinek
- Zastal Zielona Góra 0-0 Polonia Poznań
- Polonia Piła 0-1 Grunwald Poznań
- Pomorzanin Toruń 0-0 Świt Skolwin (Szczecin)
- Błękitni Stargard Szczeciński 1-0 Mieszko Gniezno
- Flota Świenoujście 1-1 Sparta Szamotuły

2 KOLEJKA
- Stoczniowiec Barlinek 0-1 Stilon Gorzów Wielkopolski

- Br: Leszek Puto
- Stal Stocznia Szczecin 1-0 Zastal Zielona Góra
- Polonia Poznań 2-1 Pomorzanin Toruń
- Sparta Szamotuły 3-0 Polonia Piła
- Świt Skolwin (Szczecin) 2-1 Flota Świenoujście
- Mieszko Gniezno 1-0 Admira-Teletra Poznań
- Grunwald Poznań 5-1 Błękitni Stargard Szczeciński

3 KOLEJKA
- Zastal Zielona Góra 1-1 Stoczniowiec Barlinek

- Br: Poniedziałek 59 min. - Dzikowski 80 min.
- Stilon Gorzów Wielkopolski 4-1 Mieszko Gniezno

- Br: Leszek Puto 2, Zdzisław Karolak, Waldemar Stupiński
- Błękitni Stargard Szczeciński 0-1 Polonia Piła
- Admira-Teletra Poznań 0-1 Grunwald Poznań
- Pomorzanin Toruń 2-2 Stal Stocznia Szczecin
- Flota Świenoujście 1-0 Polonia Poznań
- Sparta Szamotuły 2-0 Świt Skolwin (Szczecin)

4 KOLEJKA
- Grunwald Poznań 3-1 Stilon Gorzów Wielkopolski

- Br: Zdzisław Karolak
- Mieszko Gniezno 1-4 Zastal Zielona Góra

- Br: Łuczak 2, Stelmasiak, Maciejek
- Stoczniowiec Barlinek 1-2 Pomorzanin Toruń
- Polonia Piła 2-1 Świt Skolwin (Szczecin)
- Polonia Poznań 1-3 Sparta Szamotuły
- Stal Stocznia Szczecin 2-1 Flota Świenoujście
- Błękitni Stargard Szczeciński 1-1 Admira-Teletra Poznań

5 KOLEJKA
- Zastal Zielona Góra 4-0 Grunwald Poznań

- Br: Maciejek 2, B. Zych, Stelmasiak
- Stilon Gorzów Wielkopolski 1-1 Błękitni Stargard Szczeciński

- Br: Leszek Puto
- Flota Świenoujście 1-1 Stoczniowiec Barlinek
- Admira-Teletra Poznań 4-1 Polonia Piła
- Pomorzanin Toruń 0-4 Mieszko Gniezno
- Świt Skolwin (Szczecin) 1-1 Polonia Poznań
- Sparta Szamotuły 1-0 Stal Stocznia Szczecin

6 KOLEJKA
- Stoczniowiec Barlinek 1-0 Sparta Szamotuły

- Br: Biezeń
- Admira-Teletra Poznań 1-1 Stilon Gorzów Wielkopolski

- Br: Rogalski (s)
- Błękitni Stargard Szczeciński 0-2 Zastal Zielona Góra

- Br: Abrahamowicz, Maciejak
- Stal Stocznia Szczecin 1-1 Świt Skolwin (Szczecin)
- Mieszko Gniezno 0-0 Flota Świenoujście
- Grunwald Poznań 3-1 Pomorzanin Toruń
- Polonia Piła 2-1 Polonia Poznań

7 KOLEJKA
- Zastal Zielona Góra 2-0 Admira-Teletra Poznań

- Br: Maciejek, Sagan
- Stilon Gorzów Wielkopolski 4-0 Polonia Piła

- Br: Leszek Puto 2, Eugeniusz Kruszczak, Andrzej Wierzbicki
- Świt Skolwin (Szczecin) 0-0 Stoczniowiec Barlinek
- Pomorzanin Toruń 3-0 Błękitni Stargard Szczeciński
- Flota Świenoujście 1-0 Grunwald Poznań
- Sparta Szamotuły 2-0 Mieszko Gniezno
- Polonia Poznań 0-2 Stal Stocznia Szczecin

8 KOLEJKA
- Stilon Gorzów Wielkopolski 0-0 Zastal Zielona Góra
- Stoczniowiec Barlinek 2-1 Polonia Poznań

- Br: Dzikowski, Misztal
- Grunwald Poznań 0-2 Sparta Szamotuły
- Polonia Piła 2-0 Stal Stocznia Szczecin
- Mieszko Gniezno 0-2 Świt Skolwin (Szczecin)
- Admira-Teletra Poznań 1-1 Pomorzanin Toruń
- Błękitni Stargard Szczeciński - Flota Świenoujście ----------

9 KOLEJKA
- Zastal Zielona Góra 4-0 Polonia Piła

- Br: Sagan, Stelmasiak, B. Zych, Maciejek
- Pomorzanin Toruń 2-0 Stilon Gorzów Wielkopolski
- Stal Stocznia Szczecin 3-0 Stoczniowiec Barlinek
- Flota Świenoujście 2-0 Admira-Teletra Poznań
- Sparta Szamotuły 2-0 Błękitni Stargard Szczeciński
- Świt Skolwin (Szczecin) 0-0 Grunwald Poznań
- Polonia Poznań 1-3 Mieszko Gniezno

10 KOLEJKA
- Zastal Zielona Góra 4-0 Pomorzanin Toruń

- Br: Łuczak 2, Sagan, Abrahamowicz
- Stilon Gorzów Wielkopolski 0-0 Flota Świenoujście
- Polonia Piła 2-0 Stoczniowiec Barlinek
- Mieszko Gniezno 2-0 Stal Stocznia Szczecin
- Grunwald Poznań 2-1 Polonia Poznań
- Błękitni Stargard Szczeciński 2-0 Świt Skolwin (Szczecin)
- Admira-Teletra Poznań 0-0 Sparta Szamotuły

11 KOLEJKA
- Stoczniowiec Barlinek 1-1 Mieszko Gniezno

- Br: Patynowski
- Sparta Szamotuły 1-1 Stilon Gorzów Wielkopolski
- Flota Świenoujście 1-2 Zastal Zielona Góra

- Br: Maciejek, Stelmasiak
- Pomorzanin Toruń 0-0 Polonia Piła
- Świt Skolwin (Szczecin) 0-2 Admira-Teletra Poznań
- Polonia Poznań 1-0 Błękitni Stargard Szczeciński
- Stal Stocznia Szczecin 2-0 Grunwald Poznań

12 KOLEJKA
- Zastal Zielona Góra 3-0 Sparta Szamotuły

- Br: Łuczak 2, Maciejek
- Stilon Gorzów Wielkopolski 2-0 Świt Skolwin (Szczecin)

- Br: Krzysztof Mielcarek, Jacek Dudek
- Grunwald Poznań 0-1 Stoczniowiec Barlinek

- Br: Pyrek
- Polonia Piła 0-0 Mieszko Gniezno
- Błękitni Stargard Szczeciński 1-1 Stal Stocznia Szczecin
- Admira-Teletra Poznań 2-0 Polonia Poznań
- Pomorzanin Toruń 1-2 Flota Świenoujście

13 KOLEJKA
- Świt Skolwin (Szczecin) 0-3 Zastal Zielona Góra

- Br: Maciejek, Stelmasiak
- Polonia Poznań 0-1 Stilon Gorzów Wielkopolski

- Br: Jacek Dudek
- Stoczniowiec Barlinek 1-0 Błękitni Stargard Szczeciński

- Br: Jankowski
- Sparta Szamotuły 1-1 Pomorzanin Toruń
- Stal Stocznia Szczecin 3-0 Admira-Teletra Poznań
- Mieszko Gniezno 1-0 Grunwald Poznań
- Flota Świenoujście 3-1 Polonia Piła

### Sezon 1977/1978 Klasa A
| \| Lp \| Klasa A Gorzów Wielkopolski \| Mecze \| Punkty \| Bramki \| \| -- \| -------------------------------- \| ----- \| ------ \| ------ \| \| 1 \| Celuloza Kostrzyn nad Odrą \| 26 \| 43 \| 94-15 \| \| 2 \| Osadnik Myślibórz \| 26 \| 40 \| 76-21 \| \| 3 \| Dąb Dębno \| 26 \| 39 \| 87-20 \| \| 4 \| (Stoczniowiec) Pogoń II Barlinek \| 26 \| 29 \| 52-42 \| \| 5 \| Pogoń Skwierzyna \| 26 \| 28 \| 46-39 \| \| 6 \| Warta Gorzów Wielkopolski \| 26 \| 27 \| 51-46 \| \| 7 \| Łucznik Strzelce Krajeńskie \| 26 \| 26 \| 37-39 \| \| 8 \| Grunwald Choszczno \| 26 \| 25 \| 40-36 \| \| 9 \| SHR Wojcieszyce \| 26 \| 23 \| 36-53 \| \| 10 \| Orzeł Miedzyrzecz \| 26 \| 20 \| 39-57 \| \| 11 \| Lubuszanin Drezdenko \| 26 \| 20 \| 34-56 \| \| 12 \| Stal Sulęcin \| 26 \| 19 \| 40-56 \| \| 13 \| Ilanka Rzepin \| 26 \| 15 \| 33-82 \| \| 14 \| Odra Bledzew \| 26 \| 10 \| 25-130 \| - Celuloza Kostrzyn nad Odrą awansowała do III ligi grupy VII. |                                  |       |        |        |
| Lp | Klasa A Gorzów Wielkopolski      | Mecze | Punkty | Bramki |
| 1 | Celuloza Kostrzyn nad Odrą       | 26    | 43     | 94-15  |
| 2 | Osadnik Myślibórz                | 26    | 40     | 76-21  |
| 3 | Dąb Dębno                        | 26    | 39     | 87-20  |
| 4 | (Stoczniowiec) Pogoń II Barlinek | 26    | 29     | 52-42  |
| 5 | Pogoń Skwierzyna                 | 26    | 28     | 46-39  |
| 6 | Warta Gorzów Wielkopolski        | 26    | 27     | 51-46  |
| 7 | Łucznik Strzelce Krajeńskie      | 26    | 26     | 37-39  |
| 8 | Grunwald Choszczno               | 26    | 25     | 40-36  |
| 9 | SHR Wojcieszyce                  | 26    | 23     | 36-53  |
| 10 | Orzeł Miedzyrzecz                | 26    | 20     | 39-57  |
| 11 | Lubuszanin Drezdenko             | 26    | 20     | 34-56  |
| 12 | Stal Sulęcin                     | 26    | 19     | 40-56  |
| 13 | Ilanka Rzepin                    | 26    | 15     | 33-82  |
| 14 | Odra Bledzew                     | 26    | 10     | 25-130 |

### Sezon 1977/1978 Klasa B
| \| L.p. \| Klasa B Gorzów Wielkopolski grupa I \| Mecze \| Punkty \| Bramki \| Zwycięstwa \| Remisy \| Porażki \| Uwagi \| \| ---- \| ----------------------------------- \| ----- \| ------ \| ------ \| ---------- \| ------ \| ------- \| --------------------------- \| \| 1 \| Stilon II Gorzów Wielkopolski \| 22 \| 38 \| 100-15 \| 19 \| 0 \| 3 \| Awans Klasa A \| \| 2 \| (Grunwald) Piast II Choszczno \| 22 \| 27 \| 42-52 \| 12 \| 3 \| 7 \| \| \| 3 \| LZS Bobrówko \| 22 \| 26 \| 68-41 \| 11 \| 4 \| 7 \| \| \| 4 \| Strzała Płotno (B) \| 22 \| 25 \| 53-57 \| 12 \| 1 \| 9 \| \| \| 5 \| Kłos Pełczyce (sp z Kl. Woj. A) \| 22 \| 24 \| 38-35 \| 10 \| 4 \| 8 \| \| \| 6 \| Meprozet Stare Kurowo \| 22 \| 23 \| 37-43 \| 9 \| 5 \| 8 \| \| \| 7 \| Błękitni Dobiegniew (B) \| 22 \| 20 \| 46-45 \| 9 \| 2 \| 11 \| \| \| 8 \| Orzeł Boguszyn \| 22 \| 19 \| 40-49 \| 7 \| 5 \| 10 \| \| \| 9 \| Osadnik II Myślibórz \| 22 \| 17 \| 49-55 \| 7 \| 3 \| 12 \| \| \| 10 \| Bizon Klasztorne (B) \| 22 \| 16 \| 45-73 \| 5 \| 6 \| 11 \| \| \| 11 \| Remor Recz \| 22 \| 15 \| 44-59 \| 6 \| 3 \| 13 \| \| \| 12 \| Piast Mielęcin (B) \| 22 \| 12 \| 30-74 \| 5 \| 2 \| 15 \| Spadek do Klasy C Choszczno \| - (B) Beniaminek. |                                     |       |        |        |            |        |         |                             |
| L.p. | Klasa B Gorzów Wielkopolski grupa I | Mecze | Punkty | Bramki | Zwycięstwa | Remisy | Porażki | Uwagi                       |
| 1 | Stilon II Gorzów Wielkopolski       | 22    | 38     | 100-15 | 19         | 0      | 3       | Awans Klasa A               |
| 2 | (Grunwald) Piast II Choszczno       | 22    | 27     | 42-52  | 12         | 3      | 7       |                             |
| 3 | LZS Bobrówko                        | 22    | 26     | 68-41  | 11         | 4      | 7       |                             |
| 4 | Strzała Płotno (B)                  | 22    | 25     | 53-57  | 12         | 1      | 9       |                             |
| 5 | Kłos Pełczyce (sp z Kl. Woj. A)     | 22    | 24     | 38-35  | 10         | 4      | 8       |                             |
| 6 | Meprozet Stare Kurowo               | 22    | 23     | 37-43  | 9          | 5      | 8       |                             |
| 7 | Błękitni Dobiegniew (B)             | 22    | 20     | 46-45  | 9          | 2      | 11      |                             |
| 8 | Orzeł Boguszyn                      | 22    | 19     | 40-49  | 7          | 5      | 10      |                             |
| 9 | Osadnik II Myślibórz                | 22    | 17     | 49-55  | 7          | 3      | 12      |                             |
| 10 | Bizon Klasztorne (B)                | 22    | 16     | 45-73  | 5          | 6      | 11      |                             |
| 11 | Remor Recz                          | 22    | 15     | 44-59  | 6          | 3      | 13      |                             |
| 12 | Piast Mielęcin (B)                  | 22    | 12     | 30-74  | 5          | 2      | 15      | Spadek do Klasy C Choszczno |

| L.p. | Kolejność końcowa             | 1    | 2   | 3   | 4      | 5   | 6      | 7      | 8   | 9      | 10     | 11     | 12     |
| ---- | ----------------------------- | ---- | --- | --- | ------ | --- | ------ | ------ | --- | ------ | ------ | ------ | ------ |
| 1    | Stilon II Gorzów Wielkopolski | 'X   | 6-0 | 2-1 | 10-1   | 3-0 | 7-0    | 3-0 vo | 6-1 | 7-0    | 9-0    | 7-0    | 5-1    |
| 2    | (Grunwald) Piast II Choszczno | 0-10 | X   | 1-0 | 2-0    | 0-2 | 1-0    | 3-2    | 1-1 | 4-1    | 3-2    | 3-1    | 3-0 vo |
| 3    | LZS Bobrówko                  | 1-2  | 4-1 | X   | 2-3    | 5-1 | 2-0    | 3-2    | 5-0 | 3-2    | 9-1    | 3-1    | 6-0    |
| 4    | Strzała Płotno                | 1-4  | 1-1 | 2-1 | X      | 5-0 | 2-1    | 1-6    | 4-2 | 5-2    | 5-2    | 3-2    | 4-0    |
| 5    | Kłos Pełczyce                 | 0-2  | 3-5 | 3-1 | 4-0    | X   | 2-0    | 3-1    | 0-0 | 0-0    | 3-0 vo | 1-1    | 4-0    |
| 6    | Meprozet Stare Kurowo         | 2-1  | 4-3 | 2-1 | 3-2    | 0-2 | X      | 1-1    | 4-3 | 3-0 vo | '1-1   | 2-0    | 2-2    |
| 7    | Błękitni Dobiegniew           | 1-0  | 2-4 | 3-3 | 1-2    | 4-1 | 0-3 vo | X      | 1-2 | 1-0    | 3-2    | 8-1    | 3-2    |
| 8    | Orzeł Boguszyn                | 1-2  | 1-3 | 2-2 | 0-3 vo | 1-1 | 4-1    | 4-2    | X   | 5-1    | 2-1    | 1-0    | 6-2    |
| 9    | Osadnik II Myślibórz          | vo   | 5-0 | 4-4 | 5-3    | 2-3 | 1-2    | 2-1    | 2-0 | X      | 5-1    | 3-0 vo | 9-0    |
| 10   | Bizon Klasztorne              | 1-4  | 2-2 | 2-2 | 3-1    | 3-2 | 5-5    | 0-1    | 3-3 | 4-2    | X      | 4-1    | 6-1    |
| 11   | Remor Recz                    | 1-7  | 1-2 | 4-6 | 5-0    | 2-1 | 1-1    | 4-0    | 3-0 | 2-2    | 8-1    | X      | 6-1    |
| 12   | Piast Mielęcin                | 0-3  | 4-0 | 2-4 | 1-5    | 0-2 | 2-0    | 1-3    | 2-1 | 4-1    | 1-1    | 3-0 vo | X      |

1 KOLEJKA 21.08.77
- Błękitni Dobiegniew 4-1 Kłos Pełczyce
- Osadnik II Myślibórz 4-4 LZS Bobrówko
- Strzała Płotno 1-4 Stilon II Gorzów Wielkopolski
- Piast Mielecin 2-0 Meprozet Stare Kurowo
- Bizon Klasztorne 4-1 Remor Recz
- Orzeł Boguszyn 1-3 Grunwad II Choszczno

2 KOLEJKA 28.08.77
- Kłos Pełczyce 3-5 Grunwad II Choszczno
- Remor Recz 3-0 Orzeł Boguszyn
- Meprozet Stare Kurowo 1-1 Bizon Klasztorne
- Stilon II Gorzów Wielkopolski 5-1 Piast Mielecin
- LZS Bobrówko 2-3 Strzała Płotno
- Błękitni Dobiegniew 1-0 Osadnik II Myślibórz

3 KOLEJKA 04.09.77
- Osadnik II Myślibórz 2-3 Kłos Pełczyce
- Strzała Płotno 1-6 Błękitni Dobiegniew
- Piast Mielecin 2-4 LZS Bobrówko
- Bizon Klasztorne 1-4 Stilon II Gorzów Wielkopolski
- Orzeł Boguszyn 4-1 Meprozet Stare Kurowo
- Remor Recz 1-2 Grunwad II Choszczno

4 KOLEJKA 11.09.77
- Kłos Pełczyce 1-1 Remor Recz
- Meprozet Stare Kurowo 4-3 Grunwad II Choszczno
- Orzeł Boguszyn 1-2 Stilon II Gorzów Wielkopolski
- LZS Bobrówko 9-1 Bizon Klasztorne
- Błękitni Dobiegniew 3-2 Piast Mielecin
- Osadnik II Myślibórz 5-3 Strzała Płotno

5 KOLEJKA 18.09.77
- Strzała Płotno 5-0 Kłos Pełczyce
- Piast Mielecin 4-1 Osadnik II Myślibórz
- Bizon Klasztorne 0-1 Błękitni Dobiegniew
- Orzeł Boguszyn 2-2 LZS Bobrówko
- Grunwad II Choszczno 0-10 Stilon II Gorzów Wielkopolski
- Remor Recz 1-1 Meprozet Stare Kurowo

6 KOLEJKA 25.09.77
- Kłos Pełczyce 2-0 Meprozet Stare Kurowo
- Stilon II Gorzów Wielkopolski 7-0 Remor Recz
- LZS Bobrówko 4-1 Grunwad II Choszczno
- Błękitni Dobiegniew 1-2 Orzeł Boguszyn
- Osadnik II Myślibórz 5-1 Bizon Klasztorne
- Strzała Płotno 4-0 Piast Mielecin

7 KOLEJKA 02.10.77
- Piast Mielecin 0-2 Kłos Pełczyce
- Bizon Klasztorne 3-1 Strzała Płotno
- Orzeł Boguszyn 5-1 Osadnik II Myślibórz
- Grunwad II Choszczno 3-2 Błękitni Dobiegniew
- Remor Recz 4-6 LZS Bobrówko
- Meprozet Stare Kurowo 2-1 Stilon II Gorzów Wielkopolski

8 KOLEJKA 09.10.77
- Kłos Pełczyce 0-2 Stilon II Gorzów Wielkopolski
- LZS Bobrówko 2-0 Meprozet Stare Kurowo
- Błękitni Dobiegniew 8-1 Remor Recz
- Osadnik II Myślibórz 5-0 Grunwad II Choszczno
- Strzała Płotno 4-2 Orzeł Boguszyn
- Piast Mielecin 1-1 Bizon Klasztorne

9 KOLEJKA 16.10.77
- Bizon Klasztorne 3-2 Kłos Pełczyce
- Orzeł Boguszyn 6-2 Piast Mielecin
- Grunwad II Choszczno 2-0 Strzała Płotno
- Remor Recz 2-2 Osadnik II Myślibórz
- Meprozet Stare Kurowo 1-1 Błękitni Dobiegniew
- Stilon II Gorzów Wielkopolski 2-1 LZS Bobrówko

10 KOLEJKA 23.10.77
- Kłos Pełczyce 3-1 LZS Bobrówko
- Błękitni Dobiegniew 1-0 Stilon II Gorzów Wielkopolski
- Osadnik II Myślibórz 1-2 Meprozet Stare Kurowo
- Strzała Płotno 3-2 Remor Recz
- Piast Mielecin 4-0 Grunwad II Choszczno
- Bizon Klasztorne 3-3 Orzeł Boguszyn

11 KOLEJKA 06.11.77
- Orzeł Boguszyn 1-1 Kłos Pełczyce
- Grunwad II Choszczno 3-2 Bizon Klasztorne
- Remor Recz 6-1 Piast Mielecin
- Meprozet Stare Kurowo 3-2 Strzała Płotno
- Stilon II Gorzów Wielkopolski 7-0 Osadnik II Myślibórz
- LZS Bobrówko 3-2 Błękitni Dobiegniew

12 KOLEJKA 05.03.78
- Kłos Pełczyce 3-1 Błękitni Dobiegniew
- LZS Bobrówko 3-2 Osadnik II Myślibórz
- Stilon II Gorzów Wielkopolski 10-1 Strzała Płotno
- Meprozet Stare Kurowo 2-2 Piast Mielecin
- Remor Recz 8-1 Bizon Klasztorne
- Grunwad II Choszczno 1-1 Orzeł Boguszyn

13 KOLEJKA 12.03.78
- Grunwad II Choszczno 0-2 Kłos Pełczyce
- Orzeł Boguszyn 1-0 Remor Recz
- Bizon Klasztorne 5-5 Meprozet Stare Kurowo
- Piast Mielecin 0-3 Stilon II Gorzów Wielkopolski
- Strzała Płotno 2-1 LZS Bobrówko
- Osadnik II Myślibórz 2-1 Błękitni Dobiegniew

14 KOLEJKA 19.03.78
- Kłos Pełczyce 0-0 Osadnik II Myślibórz
- Błękitni Dobiegniew 1-2 Strzała Płotno
- LZS Bobrówko 6-1 Piast Mielecin
- Stilon II Gorzów Wielkopolski 9-0 Bizon Klasztorne
- Meprozet Stare Kurowo 4-3 Orzeł Boguszyn
- Grunwad II Choszczno 3-1 Remor Recz

15 KOLEJKA 02.04.78
- Remor Recz 2-1 Kłos Pełczyce
- Grunwad II Choszczno 1-0 Meprozet Stare Kurowo
- Stilon II Gorzów Wielkopolski 6-1 Orzeł Boguszyn
- Bizon Klasztorne 2-2 LZS Bobrówko
- Piast Mielecin 1-3 Błękitni Dobiegniew
- Strzała Płotno 5-2 Osadnik II Myślibórz

16 KOLEJKA 16.04.78
- Kłos Pełczyce 4-0 Strzała Płotno
- Osadnik II Myślibórz 9-0 Piast Mielecin
- Błękitni Dobiegniew 3-2 Bizon Klasztorne
- LZS Bobrówko 5-0 Orzeł Boguszyn
- Stilon II Gorzów Wielkopolski 6-0 Grunwad II Choszczno
- Meprozet Stare Kurowo 2-0 (Wstępnie zweryfikowany jako walkower 0-3 dla gości. Po odwołaniu przywrócono wynik z boiska) Remor Recz

17 KOLEJKA 09.04.78
- Meprozet Stare Kurowo 0-2 Kłos Pełczyce
- Remor Recz 1-7 Stilon II Gorzów Wielkopolski
- Grunwad II Choszczno 1-0 LZS Bobrówko
- Orzeł Boguszyn 4-2 Błękitni Dobiegniew
- Bizon Klasztorne 4-2 Osadnik II Myślibórz
- Piast Mielecin 1-5 Strzała Płotno

18 KOLEJKA 23.04.78
- Kłos Pełczyce 4-0 Piast Mielecin
- Strzała Płotno 5-2 Bizon Klasztorne
- Osadnik II Myślibórz 2-0 Orzeł Boguszyn
- Błękitni Dobiegniew 2-4 Grunwad II Choszczno
- LZS Bobrówko 3-1 Remor Recz
- Stilon II Gorzów Wielkopolski 7-0 Meprozet Stare Kurowo

19 KOLEJKA 07.05.78
- Stilon II Gorzów Wielkopolski 3-0 Kłos Pełczyce
- Meprozet Stare Kurowo 2-1 LZS Bobrówko
- Remor Recz 4-0 Błękitni Dobiegniew
- Grunwad II Choszczno 4-1 Osadnik II Myślibórz
- Orzeł Boguszyn 0-3 vo (Mecz się nie odbył ponieważ gospodarze zrezygnowali z gry)Strzała Płotno
- Bizon Klasztorne 6-1 Piast Mielecin

20 KOLEJKA 14.05.78
- Kłos Pełczyce 3-0 vo (Mecz się nie odbył ponieważ goście nie przyjechali do Pełczyc) Bizon Klasztorne
- Piast Mielecin 2-1 Orzeł Boguszyn
- Strzała Płotno 1-1 Grunwad II Choszczno
- Osadnik II Myślibórz 3-0 vo (Mecz się nie odbył ponieważ goście nie przyjechali do Myśliborza) Remor Recz
- Błękitni Dobiegniew 0-3 vo (Mecz się nie odbył ponieważ gospodarze zrezygnowali z gry) Meprozet Stare Kurowo
- LZS Bobrówko 1-2 Stilon II Gorzów Wielkopolski

21 KOLEJKA 28.05.78
- LZS Bobrówko 5-1 Kłos Pełczyce
- Stilon II Gorzów Wielkopolski 3-0 vo (Mecz się nie odbył ponieważ goście nie przyjechali do Gorzowa) Błękitni Dobiegniew
- Meprozet Stare Kurowo 3-0 vo (Mecz się nie odbył ponieważ goście nie przyjechali do Starego Kurowa) Osadnik II Myślibórz
- Remor Recz 5-0 Strzała Płotno
- Grunwad II Choszczno 3-0 vo (Mecz się nie odbył ponieważ goście nie przyjechali do Choszczna) Piast Mielecin
- Orzeł Boguszyn 2-1 Bizon Klasztorne

22 KOLEJKA 20.05.78
- Kłos Pełczyce 0-0 Orzeł Boguszyn
- Bizon Klasztorne 2-2 Grunwad II Choszczno
- Piast Mielecin 3-0 vo (Mecz się nie odbył ponieważ goście nie przyjechali do Mielęcina) Remor Recz
- Strzała Płotno 2-1 Meprozet Stare Kurowo
- Osadnik II Myślibórz ob. vo (Mecz się nie odbył a zweryfikowano go jako obustronny walkower) Stilon II Gorzów Wielkopolski
- Błękitni Dobiegniew 3-3 LZS Bobrówko

| \| Lp \| Klasa B Gorzów Wielkopolski grupa II \| Mecze \| Punkty \| Bramki \| Zwycięstwa \| Remisy \| Porażki \| Uwagi \| \| -- \| ----------------------------------------- \| ----- \| ------ \| ------ \| ---------- \| ------ \| ------- \| ------------------------------------ \| \| 1 \| Iskra Janczewo \| 22 \| 35 \| 74-33 \| 16 \| 3 \| 3 \| Awans do Klasy A \| \| 2 \| Celuloza II Kostrzyn nad Odrą (dołączony) \| 22 \| 31 \| 53-29 \| 14 \| 3 \| 5 \| \| \| 3 \| Dąb II Dębno Lubuskie (sp z Kl. Woj. A) \| 22 \| 30 \| 67-37 \| 13 \| 4 \| 5 \| \| \| 4 \| Słowian Deszczno \| 22 \| 26 \| 39-27 \| 11 \| 4 \| 7 \| \| \| 5 \| Promień Siedlice \| 22 \| 25 \| 53-50 \| 10 \| 5 \| 7 \| Promień sezonie wycofany z rozgrywek \| \| 6 \| Kasztelania Santok (sp z Kl. Woj. A) \| 22 \| 22 \| 35-34 \| 8 \| 6 \| 8 \| \| \| 7 \| Budowlani Murzynowo \| 22 \| 22 \| 51-41 \| 8 \| 6 \| 8 \| \| \| 8 \| Czarni Witnica \| 22 \| 22 \| 43-39 \| 9 \| 4 \| 9 \| \| \| 9 \| Santos Sarbinowo \| 22 \| 16 \| 40-76 \| 6 \| 4 \| 12 \| \| \| 10 \| Polonia Lipki Wielkie (B) \| 22 \| 14 \| 35-62 \| 6 \| 2 \| 14 \| \| \| 11 \| Victoria Stanowice \| 22 \| 13 \| 26-42 \| 4 \| 5 \| 13 \| \| \| 12 \| Znicz Żabice (B) \| 22 \| 8 \| 31-77 \| 2 \| 4 \| 16 \| Spadek do Klasy C Słubice \| - Pierwotnie w lidze miała wystąpić drużyna Budowlanych Gorzów Wielkopolski lecz wycofała się tuż przed rozpoczęciem sezonu ich miejsce zajęła Celuloza II Kostrzyn nad Odrą. - Promień Siedlice wycofała się z rozgrywek po zakończeniu sezonu dzięki czemu utrzymała się Victoria Stanowice. - (B) Beniaminek. |                                           |       |        |        |            |        |         |                                      |
| Lp | Klasa B Gorzów Wielkopolski grupa II      | Mecze | Punkty | Bramki | Zwycięstwa | Remisy | Porażki | Uwagi                                |
| 1 | Iskra Janczewo                            | 22    | 35     | 74-33  | 16         | 3      | 3       | Awans do Klasy A                     |
| 2 | Celuloza II Kostrzyn nad Odrą (dołączony) | 22    | 31     | 53-29  | 14         | 3      | 5       |                                      |
| 3 | Dąb II Dębno Lubuskie (sp z Kl. Woj. A)   | 22    | 30     | 67-37  | 13         | 4      | 5       |                                      |
| 4 | Słowian Deszczno                          | 22    | 26     | 39-27  | 11         | 4      | 7       |                                      |
| 5 | Promień Siedlice                          | 22    | 25     | 53-50  | 10         | 5      | 7       | Promień sezonie wycofany z rozgrywek |
| 6 | Kasztelania Santok (sp z Kl. Woj. A)      | 22    | 22     | 35-34  | 8          | 6      | 8       |                                      |
| 7 | Budowlani Murzynowo                       | 22    | 22     | 51-41  | 8          | 6      | 8       |                                      |
| 8 | Czarni Witnica                            | 22    | 22     | 43-39  | 9          | 4      | 9       |                                      |
| 9 | Santos Sarbinowo                          | 22    | 16     | 40-76  | 6          | 4      | 12      |                                      |
| 10 | Polonia Lipki Wielkie (B)                 | 22    | 14     | 35-62  | 6          | 2      | 14      |                                      |
| 11 | Victoria Stanowice                        | 22    | 13     | 26-42  | 4          | 5      | 13      |                                      |
| 12 | Znicz Żabice (B)                          | 22    | 8      | 31-77  | 2          | 4      | 16      | Spadek do Klasy C Słubice            |

1 KOLEJKA 21.08.77
- Słowian Deszczno 3-2 Czarni Witnica
- Płomień Siedlice 2-4 Iskra Janczewo
- (30.10.77) Celuloza II Kostrzyn nad Odrą 1-0 Victoria Stanowice
- Santos Sarbinowo 0-5 Dąb II Dębno Lubuskie
- Polonia Lipki Wielkie 1-2 Kasztelania Santok
- Znicz Żabice 2-7 Budowlani Murzynowo

2 KOLEJKA 28.08.77
- Czarni Witnica 2-1 Budowlani Murzynowo
- Kasztelania Santok 3-3 Znicz Żabice
- Dąb II Dębno Lubuskie 4-2 Polonia Lipki Wielkie
- Victoria Stanowice 6-0 Santos Sarbinowo
- Iskra Janczewo 3-1 Celuloza II Kostrzyn nad Odrą
- Słowian Deszczno 0-0 Płomień Siedlice

3 KOLEJKA 04.09.77
- Płomień Siedlice 2-1 Czarni Witnica
- Celuloza II Kostrzyn nad Odrą 0-3 vo (Walkower za nie stawienie się zespołu gospodarzy w przepisowym czasie) Słowian Deszczno
- Santos Sarbinowo 2-4 Iskra Janczewo
- Polonia Lipki Wielkie 0-3 Victoria Stanowice
- Znicz Żabice 0-2 Dąb II Dębno Lubuskie
- (30.10.77) Budowlani Murzynowo 2-0 Kasztelania Santok

4 KOLEJKA 04.09.77
- Czarni Witnica 0-1 Kasztelania Santok
- Dąb II Dębno Lubuskie 3-1 Budowlani Murzynowo
- Victoria Stanowice 1-0 Znicz Żabice
- Iskra Janczewo 3-1 Polonia Lipki Wielkie
- Słowian Deszczno 4-1 Santos Sarbinowo
- Płomień Siedlice 0-4 Celuloza II Kostrzyn nad Odrą

5 KOLEJKA 18.09.77
- Celuloza II Kostrzyn nad Odrą 1-1 Czarni Witnica
- Santos Sarbinowo 1-3 Płomień Siedlice
- Polonia Lipki Wielkie 2-0 Słowian Deszczno
- Znicz Żabice 1-5 Iskra Janczewo
- Budowlani Murzynowo 4-1 Victoria Stanowice
- Kasztelania Santok 4-0 Dąb II Dębno Lubuskie

6 KOLEJKA 25.09.77
- Czarni Witnica 3-0 Dąb II Dębno Lubuskie
- Victoria Stanowice 0-0 Kasztelania Santok
- Iskra Janczewo 2-2 Budowlani Murzynowo
- Słowian Deszczno 1-0 Znicz Żabice
- Płomień Siedlice 2-2 Polonia Lipki Wielkie
- (14.11.77) Celuloza II Kostrzyn nad Odrą 1-1 Santos Sarbinowo

7 KOLEJKA 02.10.77
- Santos Sarbinowo 3-3 Czarni Witnica
- Polonia Lipki Wielkie 1-2 Celuloza II Kostrzyn nad Odrą
- Znicz Żabice 2-3 Płomień Siedlice
- Budowlani Murzynowo 3-1 Słowian Deszczno
- Kasztelania Santok 0-1 Iskra Janczewo
- Dąb II Dębno Lubuskie 3-0 Victoria Stanowice

8 KOLEJKA 09.10.77
- Czarni Witnica 1-0 Victoria Stanowice
- Iskra Janczewo 4-1 Dąb II Dębno Lubuskie
- Słowian Deszczno 3-0 Kasztelania Santok
- Płomień Siedlice 5-1 Budowlani Murzynowo
- Celuloza II Kostrzyn nad Odrą 5-2 Znicz Żabice
- Santos Sarbinowo 10-1 Polonia Lipki Wielkie

9 KOLEJKA 16.10.77
- Polonia Lipki Wielkie 0-1 Czarni Witnica
- Znicz Żabice 1-3 Santos Sarbinowo
- Budowlani Murzynowo 1-3 Celuloza II Kostrzyn nad Odrą
- Kasztelania Santok 2-4 Płomień Siedlice
- Dąb II Dębno Lubuskie 2-2 Słowian Deszczno
- Victoria Stanowice 1-2 Iskra Janczewo

10 KOLEJKA 23.10.77
- Czarni Witnica 1-3 Iskra Janczewo
- Słowian Deszczno 3-0 Victoria Stanowice
- Płomień Siedlice 4-4 Dąb II Dębno Lubuskie
- Celuloza II Kostrzyn nad Odrą 1-2 Kasztelania Santok
- Santos Sarbinowo 2-0 Budowlani Murzynowo
- Polonia Lipki Wielkie 4-4 Znicz Żabice

11 KOLEJKA 06.11.77
- Znicz Żabice 2-1 Czarni Witnica
- Budowlani Murzynowo 6-2 Polonia Lipki Wielkie
- Kasztelania Santok 4-5 Santos Sarbinowo
- Dąb II Dębno Lubuskie 3-1 Celuloza II Kostrzyn nad Odrą
- Victoria Stanowice 0-3 vo Płomień Siedlice
- Iskra Janczewo 0-0 Słowian Deszczno

12 KOLEJKA 05.03.78
- Czarni Witnica 1-2 Słowian Deszczno
- Iskra Janczewo 6-2 Płomień Siedlice
- Victoria Stanowice 1-4 Celuloza II Kostrzyn nad Odrą
- Dąb II Dębno Lubuskie 9-0 Santos Sarbinowo
- Kasztelania Santok 2-1 Polonia Lipki Wielkie
- Budowlani Murzynowo 4-1 Znicz Żabice

13 KOLEJKA 12.03.78
- Budowlani Murzynowo 2-2 Czarni Witnica
- Znicz Żabice 1-1 Kasztelania Santok
- Polonia Lipki Wielkie 0-2 Dąb II Dębno Lubuskie
- Santos Sarbinowo 3-0 Victoria Stanowice
- Celuloza II Kostrzyn nad Odrą 6-2 Iskra Janczewo
- Płomień Siedlice 1-0 Słowian Deszczno

14 KOLEJKA 19.03.78
- Czarni Witnica 4-1 Płomień Siedlice
- Słowian Deszczno 0-3 Celuloza II Kostrzyn nad Odrą
- Iskra Janczewo 6-1 Santos Sarbinowo
- Victoria Stanowice 1-2 Polonia Lipki Wielkie
- Dąb II Dębno Lubuskie 5-1 Znicz Żabice
- Kasztelania Santok 0-0 Budowlani Murzynowo

15 KOLEJKA 02.04.78
- Kasztelania Santok 4-0 Czarni Witnica
- Budowlani Murzynowo 1-1 Dąb II Dębno Lubuskie
- Znicz Żabice 4-1 Victoria Stanowice
- Polonia Lipki Wielkie 0-3 Iskra Janczewo
- Santos Sarbinowo 1-3 Słowian Deszczno
- Celuloza II Kostrzyn nad Odrą 3-1 Płomień Siedlice

16 KOLEJKA 09.04.78
- Czarni Witnica 2-1 Celuloza II Kostrzyn nad Odrą
- Płomień Siedlice 3-0 Santos Sarbinowo
- Słowian Deszczno 5-2 Polonia Lipki Wielkie
- Iskra Janczewo 9-0 Znicz Żabice
- Victoria Stanowice 2-2 Budowlani Murzynowo
- Dąb II Dębno Lubuskie 2-3 Kasztelania Santok

17 KOLEJKA 16.04.78
- Dąb II Dębno Lubuskie 6-0 Czarni Witnica
- Kasztelania Santok 2-1 Victoria Stanowice
- Budowlani Murzynowo 2-4 Iskra Janczewo
- Znicz Żabice 0-3 Słowian Deszczno
- Polonia Lipki Wielkie 3-0 Płomień Siedlice
- Santos Sarbinowo 2-2 Celuloza II Kostrzyn nad Odrą

18 KOLEJKA 23.04.78
- Czarni Witnica 6-0 Santos Sarbinowo
- Celuloza II Kostrzyn nad Odrą 3-0 Polonia Lipki Wielkie
- Płomień Siedlice 6-1 Znicz Żabice
- Słowian Deszczno 0-1 Budowlani Murzynowo
- Iskra Janczewo 2-0 Kasztelania Santok
- Victoria Stanowice 1-1 Dąb II Dębno Lubuskie

19 KOLEJKA 07.05.78
- Victoria Stanowice 1-1 Czarni Witnica
- Dąb II Dębno Lubuskie 4-2 Iskra Janczewo
- Kasztelania Santok 2-2 Słowian Deszczno
- Budowlani Murzynowo 2-2 Płomień Siedlice
- Znicz Żabice 1-4 Celuloza II Kostrzyn nad Odrą
- Polonia Lipki Wielkie 5-0 Santos Sarbinowo

20 KOLEJKA 14.05.78
- Czarni Witnica 7-1 Polonia Lipki Wielkie
- Santos Sarbinowo 3-3 Znicz Żabice
- Celuloza II Kostrzyn nad Odrą 3-2 Budowlani Murzynowo
- Płomień Siedlice 2-2 Kasztelania Santok
- Słowian Deszczno  1-3 Dąb II Dębno Lubuskie
- Iskra Janczewo 3-3 Victoria Stanowice

21 KOLEJKA 28.05.78
- Iskra Janczewo 5-1 Czarni Witnica
- Victoria Stanowice 2-1 Słowian Deszczno
- Dąb II Dębno Lubuskie 7-5 Płomień Siedlice
- Kasztelania Santok 1-2 Celuloza II Kostrzyn nad Odrą
- Budowlani Murzynowo 7-1 Santos Sarbinowo
- Znicz Żabice 2-3 Polonia Lipki Wielkie

22 KOLEJKA 21.05.78
- Czarni Witnica 3-0 vo (Mecz nie odbył się ponieważ goście nie przyjechali do Witnicy) Znicz Żabice
- Polonia Lipki Wielkie 2-0 Budowlani Murzynowo
- Santos Sarbinowo 1-0 Kasztelania Santok
- Celuloza II Kostrzyn nad Odrą 2-0 Dąb II Dębno Lubuskie
- Płomień Siedlice 2-1 Victoria Stanowice
- Słowian Deszczno 2-1 Iskra Janczewo

| L.p. | Klasa B Gorzów Wielkopolski grupa III | Mecze | Punkty | Bramki |
| ---- | ------------------------------------- | ----- | ------ | ------ |
| 1    | Zdrowie Obrzyce-Międzyrzecz           | 22    | 33     | 59-29  |
| 2    | (Spółdzielca) Pogoń Krzeszyce         | 22    | 31     | 69-42  |
| 3    | Chrobry Brójce                        | 22    | 29     | 54-32  |
| 4    | (Odra) Polonia Słubice                | 22    | 26     | 66-29  |
| 5    | Zjednoczeni Przytoczna                | 22    | 24     | 42-33  |
| 6    | (Błyskawica) GKP Pszczew              | 22    | 23     | 43-44  |
| 7    | Warta Międzychód                      | 22    | 21     | 47-49  |
| 8    | Leśnik Lemierzyce                     | 22    | 21     | 35-60  |
| 9    | Iskra Zemsko                          | 22    | 17     | 43-50  |
| 10   | Orkan Długoszyn                       | 22    | 14     | 40-53  |
| 11   | Znicz Trzemeszno Lubuskie             | 22    | 13     | 29-49  |
| 12   | Spójnia Ośno Lubuskie                 | 22    | 12     | 22-79  |

|}